# 롱 드링크

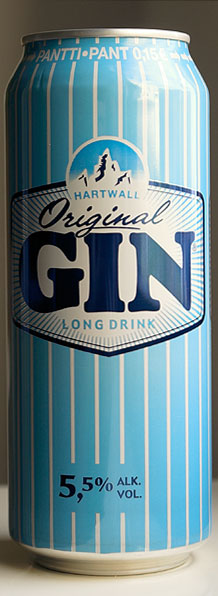
핀란드의 롱 드링크

롱 드링크(long drink 또는 tall drink)는 맥주처럼 길쭉한 컵에 따라 마시는 음료를 말한다. 물, 소다수 따위를 탄 알코올 음료를 뜻하기도 한다.
롱 드링크는 상대적으로 큰 용량(>120ml(4.1US fl oz), 흔히 160~400ml(5.4~13.5US fl oz))을 지닌 알코올 혼합 음료이다.
롱 드링크에는 믹서가 가득 찬 큰 잔이 있는 반면, 숏 드링크 또는 믹서가 적거나 전혀 없는 슈터와는 대조적이다. 두 가지 유형 모두 동일한 양의 알코올을 함유하는 경향이 있으므로 숏 드링크는 일반적으로 더 강하다.
클래식 롱 드링크는 톰 콜린스이다. 롱 드링크의 간단한 스타일은 하나의 주류와 하나의 믹서(가니쉬나 얼음 제외)로 구성된 칵테일인 하이볼이다. 하이볼의 전형적인 예는 스카치 앤 소다이다. 핀란드의 '롱 드링크'에는 특히 진과 믹서가 포함되어 있으며 거의 항상 과일 탄산음료가 사용된다.